# Turbogetto
1. ingresso dell'aria;
2. compressore di bassa pressione;
3. compressore di alta pressione;
4. combustore;
5. scarico;
6. sezione calda;
7. turbina;
8. camera di combustione;
9. sezione fredda;
10. presa d'aria.

Schema di un turbogetto a compressore centrifugo.

Schema di un turbogetto a compressore assiale:
- ingresso dell'aria;
- compressore di bassa pressione;
- compressore di alta pressione;
- combustore;
- scarico;
- sezione calda;
- turbina;
- camera di combustione;
- sezione fredda;
- presa d'aria.

Il turbogetto è il più semplice e il più vecchio dei motori a reazione, soppiantato dal turboventola. Si tratta di un motore a ciclo continuo (o aperto) che sfrutta il ciclo di Brayton-Joule per produrre la spinta necessaria a far muovere un aereo secondo il terzo principio della dinamica o principio di azione e reazione.

## Introduzione
Il motore è sostanzialmente costituito da una presa d'aria, da un compressore centrifugo o assiale, dalla camera di combustione, dove si trovano gli iniettori del combustibile (kerosene), da una turbina, da un eventuale postbruciatore ed infine da un ugello di scarico che fornisce la spinta. Questi organi, assieme ai numerosi organi accessori, quali motorino d'avviamento, pompe per i lubrificanti e i liquidi di raffreddamento, sistemi di spillamento dal compressore, per evitarne lo stallo o per pressurizzare cabina e circuito idraulico, sono contenuti in un involucro metallico di forma aerodinamica posto nell'ala, di fianco alla fusoliera, entro la fusoliera, oppure sopra la coda del velivolo.

## Storia
I primi studi in merito al turbogetto iniziarono in Gran Bretagna, Italia ed in Germania negli anni trenta, anche se il motore a getto nel senso più ampio del termine fu il motoreattore del rumeno Henri Coandă (ma il motore non era un turboreattore).
I primi veri motori turbogetto vennero collaudati al banco di prova nel 1937, sia in Gran Bretagna che in Germania. Il 27 agosto del 1939 volò il primo aeromobile con motore turbogetto, l'Heinkel He 178, propulso dal motore Heinkel HeS 3.
I due ingegneri dietro al progetto erano Hans von Ohain, Germania, e Frank Whittle, Gran Bretagna. I primi aeroplani operativi entrarono in servizio verso la fine della seconda guerra mondiale con i caccia tedeschi Messerschmitt Me 262. Gli inglesi approntarono invece il Gloster Meteor. Le potenzialità di queste macchine spinsero al perfezionamento ed alla ricerca nel campo della propulsione a getto.

## Funzionamento
In un turbogetto l'aria viene convogliata dalla presa d'aria, o presa dinamica o diffusore, che inizia una prima compressione, ed inviata al compressore (o ai compressori nelle soluzioni a compressore di bassa e di alta pressione) il quale continua la compressione. Da qui viene inviata alla camera di combustione, dove si miscela con il combustibile nebulizzato dagli iniettori ed incendiato da una candela. Una volta iniziato, il processo di combustione rimane spontaneo se non mutano le condizioni di pressione e flusso di combustibile.
La combustione continua provoca un notevole innalzamento della temperatura dell'aria che, non potendo espandersi, viene indirizzata verso la turbina dove si espande cedendo a questa la propria energia. Il motore però, per lavorare bene, deve farlo alle giuste temperature. Sopra e sotto la turbina, infatti, ci sono due corridoi dove passa l'aria fredda per raffreddare il tutto. Il turbogetto risponde, dal punto di vista termodinamico, al ciclo di Brayton e pertanto, come macchina termica, raggiunge rendimenti tanto più elevati quanto più elevati sono il suo rapporto di compressione e la temperatura massima del ciclo, a pari temperatura minima. La realizzazione dei turbogetto è quindi basata sull'ottenimento dei più elevati rendimenti possibili dei compressori, delle turbine a gas e delle camere di combustione.
Un filtro divide poi l'aria di spinta dai gas di scarico i quali fuoriescono da una conduttura secondaria.

## Descrizione
I compressori attualmente usati sui motori più potenti sono del tipo assiale i quali, tuttavia, quando raggiungono determinate dimensioni presentano una serie di problemi di funzionamento e di regolazione, che in diversi casi portano a livelli inaccettabili alcune loro deficienze, come quella di una risposta alquanto pigra alla manetta. La causa fondamentale di ciò è l'estrema difficoltà di assicurare condizioni regolari di funzionamento in un'ampia gamma di regimi ai diversi stadi del compressore, ciascuno stadio del quale influenza il comportamento tanto di quelli che lo precedono quanto, soprattutto, di quelli che lo seguono.
Tra le tecniche elaborate per superare questi inconvenienti, si possono citare quella dell'adozione di palettature a calettamento variabile, per i primi stadi del compressore: in questo modo se l'aria entrante ha una velocità più bassa di quella di progetto si potranno inclinare di meno le palette o viceversa. Dello spillamento (sottrazione) di parte della portata d'aria elaborata dal compressore stesso, in questo modo, specialmente all'avvio quando il compressore inizia a funzionare, i primi stadi non riusciranno a comprimere l'aria che inviano agli stadi successivi, i quali si troverebbero quindi un volume d'aria eccessivo. E della suddivisione del compressore in due o più tronchi indipendenti mossi, mediante due alberi coassiali, ciascuno da una propria turbina (schema noto come turbogetto bialbero o trialbero).
I compressori assiali hanno generalmente il rotore costituito da una struttura cilindrica o tronco-conica cui sono applicate le palette, oppure da una serie di dischi, ciascuno dei quali porta le palette, e che, serrati gli uni contro gli altri, vengono collegati all'albero della turbina. Le palette possono essere realizzate in lega leggera, in acciaio ed in titanio, soprattutto quelle dei primi stadi, più soggette al pericolo di danni per l'ingestione di oggetti estranei, e quelle degli ultimi, dove l'aria compressa raggiunge temperature anche di qualche centinaio di gradi centigradi.
Tra i materiali impiegati nella costruzione dei compressori stanno facendosi largo la fibra di carbonio e il kevlar. Tali materiali permettono di costruire ed utilizzare pale a corda larga per le grandi ventole dei motori turboventola. Le ventole così realizzate si sono rivelate estremamente resistenti agli urti contro volatili e corpi esterni. Risultano anche migliorate le doti di sopravvivenza del motore al distacco di una di queste pale, che ha come conseguenza una delle avarie in assoluto più pericolose per un turboreattore. La tenuta tra le palette e la carcassa del compressore è realizzata mediante anelli di materiale abradibile (in genere teflon) nei quali le palette scavano la propria traccia.
Il compressore ha la funzione di alimentare con aria sotto pressione, captata dalla presa anteriore, le camere di combustione, in cui viene bruciato il cherosene nebulizzato mediante speciali iniettori. La maggior parte dell'aria proveniente dal compressore (il 75%) viene impiegata per diluire i prodotti della combustione stessa e per raffreddare le pareti esterne delle camere. Queste sono costituite da più involucri anulari, contenuti l'uno dentro l'altro, e collegano l'uscita del compressore con l'ingresso in turbina, convogliando verso di questa i gas che si formano durante la combustione. Data l'elevata temperatura di combustione, le camere sono realizzate in leghe ad alto tenore di nichel, capaci di resistere a temperature anche abbondantemente superiori ai 1200 °C.

## Variazioni ed accorgimenti
Poco diffusa è l'architettura a flusso invertito, in cui le camere di combustione hanno una forma ad S, permettendo così di ridurre considerevolmente la lunghezza dell'albero che collega il compressore alla turbina. La turbina a gas, di norma assiale e frequentemente a più stadi, è la parte del turbogetto in cui vengono sfruttate le tecnologie più avanzate, date le elevate sollecitazioni meccaniche e termiche cui sono sottoposte soprattutto le sue palettature, le cui estremità a causa della rotazione possono raggiungere una a velocità periferica dell'ordine dei 400 m/s, venendo investite da gas incandescenti a temperature anche superiori ai 1300 °C e a velocità sui 600 m/s. Per tale motivo, le palette sono realizzate in speciali leghe ad alto tenore di nichel, con aggiunte di cobalto, e sono in diversi casi protette da un sottile strato di materiale ceramico, oppure sono munite di un sistema di raffreddamento alimentato da aria compressa prelevata al compressore, convogliata nell'interno delle palette (che sono cave) e quindi espulsa attraverso piccoli fori disposti sul loro bordo d'attacco, per cui forma un sottile straterello d'aria che assicura la refrigerazione.
Verso la metà degli anni ottanta si è affermata la tecnica del monocristallo, che permette una maggiore resistenza alle sollecitazioni termiche e centrifughe cui è sottoposta la paletta. La ricerca è ancora molto attiva nel campo, dato che da essa dipende, per la gran parte, il miglioramento delle prestazioni dei motori a turbina. Problemi tecnici derivano anche dalla necessità di evitare fenomeni di corrosione e di ossidazione delle palette e di prevedere la possibilità di ragguardevoli dilatazioni termiche, che impongono l'adozione di speciali sistemi di fissaggio delle palette ai dischi delle turbine, tali da permettere apprezzabili giochi a freddo, e, viceversa, il bloccaggio alle normali temperature d'esercizio. Comunemente adottato è il sistema di bloccaggio detto ad "albero di Natale".
Per superare tale problema, dall'inizio degli anni '90 si è diffusa la tecnologia blisk (dall'inglese blade + disk, pala + disco). Tale tecnica prevede la realizzazione delle ruote turbina partendo da un disco pieno forgiato che viene fresato da macchine a controllo numerico che provvedono a realizzare integralmente anche le palette. Partendo da un forgiato con le fibre opportunamente orientate si possono realizzare notevoli incrementi di resistenza e diminuzioni di peso, rendendo superfluo, per le palette più grandi, il supporto a metà apertura che permetteva ad ogni paletta di appoggiarsi alla precedente. La tecnica blisk appare come uno dei metodi più promettenti per l'incremento di prestazioni dei moderni turboreattori.

## Caratteristiche
La turbina ha la funzione di elaborare la portata gassosa trasformandola in parte in energia meccanica, necessaria per il trascinamento del compressore; la portata gassosa finisce di espandersi nel condotto di scarico, la cui forma contribuisce ad accelerare la velocità di espansione dei gas; la variazione della quantità di moto della massa gassosa in espansione fornisce la spinta.
La spinta di un turbogetto, quando esso è montato su un aeroplano, varia in misura abbastanza limitata al variare della velocità di volo ed è massima per velocità d'avanzamento nulla del velivolo, diminuisce leggermente quando vi è la minor differenza tra velocità di volo (e quindi di captazione dell'aria) e velocità di scarico del getto, mentre risale a velocità più elevate, dato l'incremento del rapporto di compressione ottenuto per effetto del recupero d'energia nella presa d'aria. Diminuzioni anche limitate del numero di giri del turbogetto (che dai 30.000 ~ 40.000 dei turbogetti più piccoli si riducono a 8.000 ~ 10.000 al minuto per quelli più grandi) determinano invece cospicue riduzioni della spinta. Per questa ragione la strumentazione di bordo per il controllo del numero dei giri è tarata in percentuale, con un arco di lavoro che varia dal 70% al 105% del regime di giri di progetto.
All'aumentare della quota, a parità di giri e di velocità di volo, la spinta del turbogetto si riduce, anche se in misura meno marcata rispetto alla potenza dei motori alternativi non sovralimentati (le prestazioni dei motori a pistoni si misurano con la potenza, mentre quelle dei getti con la spinta). La riduzione della spinta al crescere della quota è notevole oltre gli 11.000 m dato che la densità dell'aria cala assai più vistosamente. Il consumo specifico (flusso di combustibile in peso diviso la spinta) del turbogetto aumenta apprezzabilmente al crescere della velocità di volo, mentre si riduce all'aumentare della quota (sino agli 11.000 m zona di separazione tra troposfera e stratosfera). Il consumo specifico aumenta considerevolmente al ridursi del numero dei giri. L'uso del postbruciatore raddoppia o triplica i consumi e perciò viene adottato di regola solo sugli aeroplani militari.
La necessità di adattare correttamente la sezione del condotto di scarico a variazioni della pressione esterna comporta di norma che i turbogetto abbiano ugelli a geometria variabile: quest'esigenza è generalmente soddisfatta da ugelli a petali, in cui una corona di martinetti idraulici agisce su flabelli che possono aprire o chiudere la gola dell'ugello (sezione interna più stretta dello stesso) a seconda delle condizioni di funzionamento del turboreattore. L'adozione di un ugello regolabile facilita inoltre l'avviamento del turbogetto (diminuendo la sezione di gola diminuisce la richiesta d'aria della presa).

### La spinta e rendimento
La spinta è approssimativamente calcolata dalla seguente formula:
{\displaystyle T={\dot {m}}(V_{s}-V_{a})}

dove {\displaystyle {\dot {m}}} è la portata massica che attraversa la presa d'aria nell'unità di tempo (massa diviso tempo), {\displaystyle V_{s}} è la velocità della massa d'aria mischiata ai gas di scarico in uscita e {\displaystyle V_{a}} è la velocità dell'aria in entrata nella presa d'aria che corrisponde alla velocità del velivolo (TAS) se posto in movimento.
Tale definizione andrebbe corretta da un termine di pressione pari al prodotto della sezione di efflusso per il salto di pressione (tra l'ambiente e i gas combusti), inoltre bisognerebbe tener conto del fatto che il flusso di massa in uscita è solo in prima approssimazione uguagliabile a quello dell'aria in ingresso, in quanto in realtà comprenderebbe anche la frazione di carburante iniettata nel propulsore.
Da come si capisce dalla formula, a differenza di un endoreattore, un razzo insomma, un air breathing engine ovvero un motore alimentato ad aria, ha una limitazione dovuta ai gas di scarico, in altre parole l'aeroplano non potrà mai volare a velocità superiori della velocità del getto, perché altrimenti la spinta diverrebbe negativa.
Oggi il tipo di turboreattore più diffuso in campo commerciale è il turboventola (o turbofan) in quanto è più vantaggioso ottenere la stessa spinta con una piccola accelerazione di un'elevata portata d'aria anziché conferire una maggiore accelerazione ad una piccola portata d'aria. Infatti il rendimento propulsivo è definito come:
{\displaystyle \eta _{P}={\frac {P_{p}}{P_{j}}}}
dove
{\displaystyle P_{p}=TV_{0}}
è la potenza propulsiva è il prodotto della spinta per la velocità di volo, mentre
{\displaystyle P_{j}={\frac {1}{2}}{\dot {m}}({V_{s}}^{2}-{V_{a}}^{2})}
è la potenza del getto. Quindi:
{\displaystyle \eta _{P}={\frac {2}{1+{\frac {V_{s}}{V_{a}}}}}}
Il rapporto di compressione dei moderni turboventola può arrivare a 40:1.

## Componenti principali

L'animazione mostra il principio di funzionamento di un turbogetto.

Animazione che mostra un compressore assiale.

I componenti principali di un motore a getto sono generalmente sempre gli stessi per i diversi tipi di motore appena visti. Tra questi si possono elencare:
- Presa d'aria

Per aeroplani in regime subsonico la progettazione della presa d'aria non presenta particolare difficoltà, poiché si basa principalmente sull'ottimizzazione di forma per garantire resistenza minima al moto. La funzione della presa d'aria è quella di rallentare il flusso di massa che entra nel compressore aumentandone la pressione statica. Il flusso nella presa d'aria, nonostante le perdite di pressione dovuto all'attrito, può essere considerato isoentropico. È importante ricordare che la progettazione delle prese d'aria deve tener conto di un angolo di semiapertura massimo, oltre il quale si avrebbe un distacco dello strato limite a causa del gradiente avverso di pressione. Nel caso di aerei in regime supersonico l'aria che raggiunge il compressore a valle della presa deve anche essere rallentata sotto la velocità del suono pertanto vengono utilizzate prese d'aria a spina. in questo caso la difficoltà risiede soprattutto nel dover progettare delle prese dinamiche che funzionino bene anche in fase di decollo o di atterraggio, in cui la velocità è molto inferiore a quella del suono.
- Compressore

Il compressore è costituito da una serie di palettature radiali rotanti accostate (stadi), intervallate dalle palettature radiali statoriche, ognuna delle quali comprime l'aria di una piccola quantità. L'energia è ottenuta dalla turbina di scarico attraverso l'albero.
- Albero

Trasporta la potenza dalla turbina al compressore o anche, eventualmente, al propulsore. Possono esserci anche più alberi coassiali, ruotanti a diverse velocità e che collegano diversi stadi della turbina e del compressore.
- Combustore o camera di combustione

È la camera in cui avviene la combustione "stazionaria" tra il combustibile nebulizzato iniettato dal bruciatore e l'aria compressa in arrivo dal compressore.
- Turbina

È l'organo che permette di estrarre energia dalla miscela di aria e gas combusti in uscita dal combustore così da poter "muovere" il compressore o, eventualmente, un fan di by-pass o un propulsore (turboelica o turboalbero).
- Postbruciatore (opzionale, generalmente su aerei militari)

Un bruciatore aggiuntivo, posto a valle della turbina e prima dell'ugello, che permette di ottenere una spinta aggiuntiva iniettando combustibile nei gas di scarico ancora relativamente ricchi di ossigeno.
- Ugello di scarico

L'aria, dopo aver ceduto parte della pressione e temperatura in turbina, viene espulsa nella parte posteriore del motore attraverso un ugello dove l'entalpia residua del fluido può essere trasformata in energia cinetica al fine di produrre una spinta netta.

### Strumentazione del turbogetto
- Pressurimetro (engine pressure ratio, rapporto di pressione del motore) che misura il rapporto tra pressione totale allo scarico della turbina e pressione totale dell'aria all'ingresso del compressore. Questo quindi è un indicatore prestazionale;
- Contagiri indica il numero di giri della turbina, vi possono essere più strumenti, ciascuno per un diverso stadio del motore: N1, stadio di bassa pressione; N2 stadio di alta pressione, ecc;
- ITT (Intermediate Turbine Temperature) misura la temperatura dei gas di scarico alla turbina;
- EGT (Exhaust Gas Temperature) misura la temperatura allo scarico;
- Flussimetri per la portata;
- Manometri per la pressione dell'olio;
- TOT (Turbine Outlet Temperature) misura la temperatura alla turbina;
- Termometro per la temperatura dell'olio.